# Viky TV
Viky TV è una trasmissione televisiva italiana per bambini trasmessa in prima visione su DeA Kids e dal 18 marzo 2012 anche su Super!. Viky TV è contemporaneamente una sitcom ed un Howto. La trasmissione ha collaborato con alcune iniziative dell'Unicef.
In una casa colorata e allegra, Viky e i suoi amici Carlotta, Alice e Mattia, ogni settimana, registrano una puntata di Viky TV, uno show per ragazzi che insegna a decorare degli oggetti quotidiani per trasformarli in creazioni originali. Dalla seconda stagione, Viky viene sostituita da sua cugina Francy e nella terza serie si aggiunge al cast Filippo, cugino di Mattia.

## Personaggi
- Viky fra i componenti del gruppo, è la più coscienziosa. Spesso si dedica allo yoga. All'inizio della seconda stagione, vince una borsa di studio (ma nella realtà si dà alla recitazione in Italia). Quindi va in Spagna e viene sostituita da sua cugina Francy. Viky è interpretata da Laura Adriani
- Carlotta è una ragazza che adora fare shopping, pratica pallavolo e alle volte tende a spendere un po' più del dovuto. Il personaggio è interpretato da Martina Grimaldi.
- Alice è la più piccola del quartetto di Viky tv. Allegra e creativa, Alice riesce sempre a far spuntare il sole durante i momenti più bui.
- Mattia è l'elemento comico della serie, pasticcione e un po' sbadato.
- Francy è la cugina di Viky, la sostituisce alla conduzione del programma a partire dalla seconda stagione. Come lei, è abile e creativa quanto coscienziosa.
- Filippo è il cugino di Mattia e l'aiuto regista nella terza serie.

## Puntate
| Stagione         | Puntate | Prima TV |
| ---------------- | ------- | -------- |
| Prima edizione   | 17      | 2009     |
| Seconda edizione | 26      | 2010     |
| Terza edizione   | 28      | 2011     |
| Quarta edizione  | 30      | 2012     |